# سوخوپول
سوخوپول (به لاتین: Sukhopol) یک منطقهٔ مسکونی در روسیه است که در باشقیرستان واقع شده‌است.